# Chapuisia foveolata
Chapuisia foveolata là một loài bọ cánh cứng trong họ Chrysomelidae. Loài này được Laboissiere miêu tả khoa học lần đầu tiên vào năm 1921.